# 송장풀
송장풀(Leonurus macranthus)은 한국 각처에 나는 여러해살이풀로 높이는 1.2m가량이다. 전체에 갈색의 누운 털이 밀포하며 줄기는 모가 지고, 곧게 선다. 잎은 마주나고 잎자루가 있으며, 밑이 쐐기 모양, 길이 6-10cm, 폭 3-6cm, 끝이 뾰족하고, 가장자리에 결각 모양의 거친 톱니가 있다. 꽃은 연한 분홍색, 또는 거의 흰색, 수 송이씩 잎겨드랑이에 붙고, 화관은 통상 입술 모양, 상순 꽃잎은 투구 모양, 뒷면에 흰털이 있다. 꽃받침은 종 모양, 끝에 5개의 뾰족한 가시가 있다. 열매는 소견과, 길이 2.5mm가량, 3개의 능선이 있고, 반들반들하며 검은색으로 익는다. 한방에서 이뇨제·강정제와 뇌졸중 치료제로 사용한다.